# Jaszczurka hiszpańska
Jaszczurka hiszpańska (inne nazwy jaszczurka zielona hiszpańska, jaszczurka Schreibera) (Lacerta schreiberi) – gatunek gada z rodziny jaszczurkowatych (Lacertidae).

## Wygląd
Średniej wielkości jaszczurka z głową w kształcie trójkąta, krępym tułowiu, silnych kończynach i długim ogonie. U samców grzbiet w kolorze jasno- lub ciemnozielonym, pokryty gęstym wzorem złożonym z małych czarnych plamek. U samic grzbiet również jest zielony, ale czarne plamy są większe i układają się w podłużne rzędy. Brzuch zielony, ze zdecydowanie mniejszą ilością plamek.
Długość całkowita do 30 cm.

## Występowanie
Występuje na Półwyspie Iberyjskim, na terenie północnej i zachodniej Portugalii oraz północno-zachodniej, północnej i środkowej Hiszpanii.

## Środowisko
Przebywa na piaszczystych, nasłonecznionych obszarach, pokrytych niską roślinnością. Chętnie zasiedla nadmorskie wydmy. Występuje również w górach (do 2100 m n.p.m.).
Występuje w pobliżu wody, często na wysepkach. W miejscach oddalonych od wody występuje, gdy panuje tam dostatecznie duża wilgotność powietrza.

## Tryb życia
Jaszczurka aktywna przez cały dzień, często wygrzewa się na słońcu na krzewach i pniach drzew. Porusza się w środowisku, gdzie znajduje się duża ilość kryjówek. W razie niebezpieczeństwa potrafi wejść do wody, w której nurkuje.
Zjada różne bezkręgowce: pająki, mrówki, szarańczaki, małe chrząszcze. 